# Stefan Napierski
Stefan Napierski, eigentlich Stefan Marek Eiger (geboren 15. März 1899 in Warschau; gestorben 2. April 1940 in Palmiry bei Warschau) war ein polnischer Dichter, Übersetzer und Essayist jüdischer Herkunft.

## Leben
Napierski stammte aus einer wohlhabenden Familie assimilierter Juden. In den Jahren 1938–1939 war er Herausgeber der zweimonatlich in Warschau erscheinenden Zeitschrift Athenaeum. Er übersetzte aus dem Englischen, Deutschen und Französischen, unter anderem Gedichte von Walt Whitman, Lautréamont und Max Jacob. Er war von 1922 bis 1935 verheiratet mit Irene Tuwim, war aber eigentlich homosexuell. Er wurde 1940 bei einer Massenhinrichtung in Palmiry von den Nazis erschossen.

## Werke
- List do przyjaciela / Brief an einen Freund (1928)
- Pusta ulica (1931)
- Od Baudelaire’a do nadrealistów / Von Baudelaire zum Surrealismus (1933)
- Rozmowa z cieniem / Interview mit einem Schatten (1933)
- Elegie / Elegien (1937)
- Próby / Der Versuch (1937)